# Interlaken (district)
Interlaken is een district in het kanton Bern met hoofdplaats Interlaken. Het district omvat 23 gemeenten op 680,51 km².
| gemeentenaam              | inwonersaantal (31/12/2005) | oppervlakte (km²) |
| ------------------------- | --------------------------- | ----------------- |
| Beatenberg                | 1183                        | 29,2              |
| Bönigen                   | 2305                        | 15,1              |
| Brienz                    | 2948                        | 48,0              |
| Brienzwiler               | 560                         | 17,6              |
| Därligen                  | 393                         | 6,9               |
| Grindelwald               | 3816                        | 171,1             |
| Gsteigwiler               | 418                         | 7,0               |
| Gündlischwand             | 284                         | 16,9              |
| Habkern                   | 642                         | 51,1              |
| Hofstetten bei Brienz     | 550                         | 8,7               |
| Interlaken                | 5206                        | 4,4               |
| Iseltwald                 | 404                         | 21,9              |
| Lauterbrunnen             | 2545                        | 164,4             |
| Leissigen                 | 970                         | 10,4              |
| Lütschental               | 254                         | 12,4              |
| Matten bei Interlaken     | 3517                        | 6,0               |
| Niederried bei Interlaken | 360                         | 6,81              |
| Oberried am Brienzersee   | 489                         | 20,0              |
| Ringgenberg               | 2634                        | 8,7               |
| Saxeten                   | 115                         | 19,2              |
| Schwanden bei Brienz      | 599                         | 7,1               |
| Unterseen                 | 5453                        | 14,1              |
| Wilderswil                | 2370                        | 13,5              |
| Totaal (23)               | 38.015                      | 680,51            |

Aarberg · Aarwangen · Bern · Biel · Büren · Burgdorf · Courtelary · Erlach · Fraubrunnen · Frutigen · Interlaken · Konolfingen · Laupen · Moutier · La Neuveville · Nidau · Niedersimmental · Oberhasli · Obersimmental · Saanen · Schwarzenburg · Seftigen · Signau · Thun · Trachselwald · Wangen